# موديعين-مكابيم-ريعوت

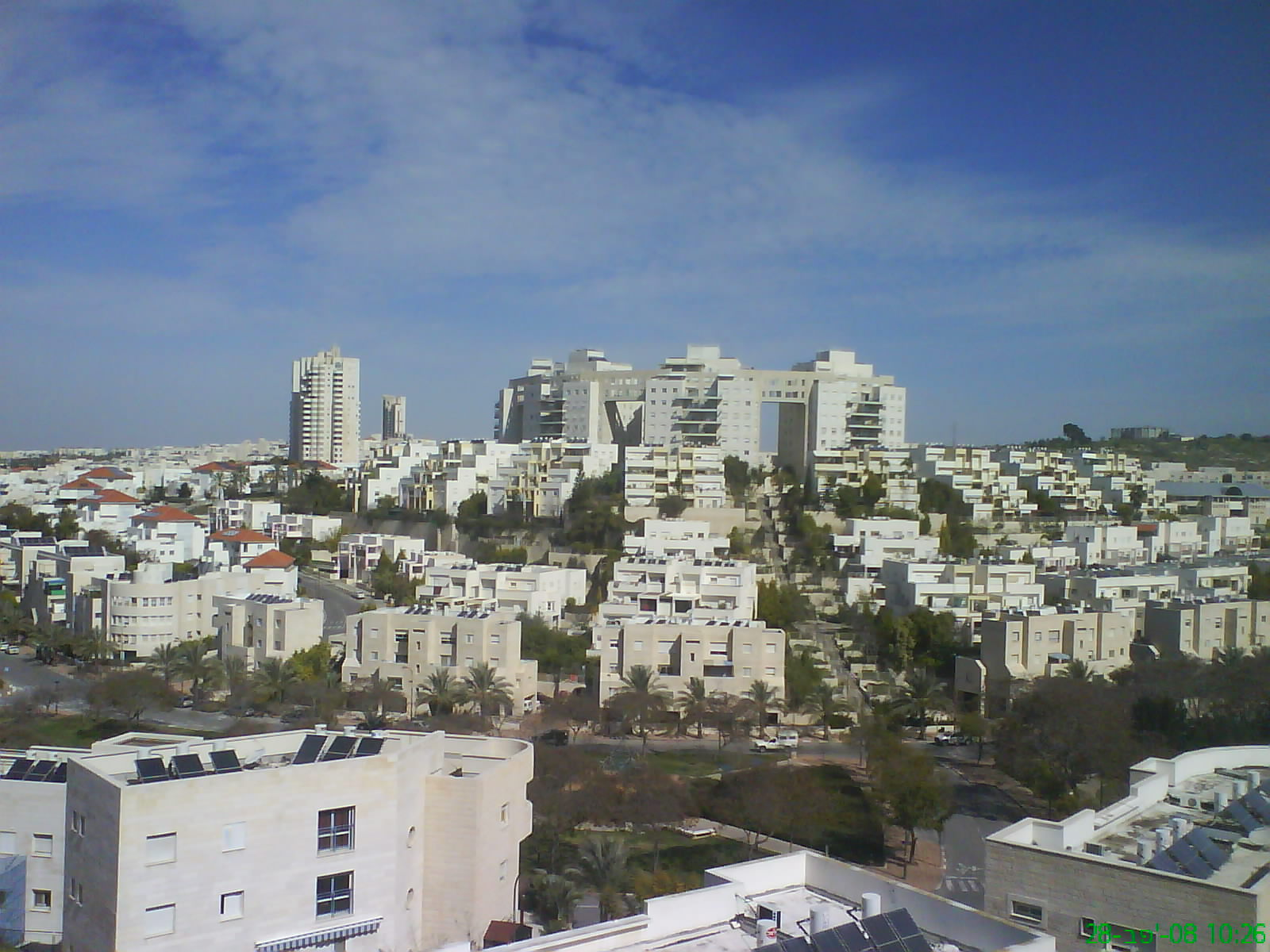
موديعين-مكابيم-ريعوت.

موديعين-مكابيم-ريعوت (بالعبرية: מודיעין-מכבים-רעות) مدينة إسرائيلية، تقع في اللواء الأوسط بمحاذاة جدار الفصل مع الضفة الغربية. تأسست عام 2003 بدمج مدينة موديعين مع مدينة مكابيم-ريعوت بقرار من الحكومة الإسرائيلية. تبلغ مساحتها 50.1 كم2، كما بلغ عدد سكانها في عام 2015 قرابة 88,500 نسمة.

## توأمة
لموديعين-مكابيم-ريعوت اتفاقيات توأمة مع كل من:
- هاغن (1997 - )
- بانيا لوكا (2010 - )
- هايكو
- روتشستر